# Unterlimpurger Straße 81 (Schwäbisch Hall)

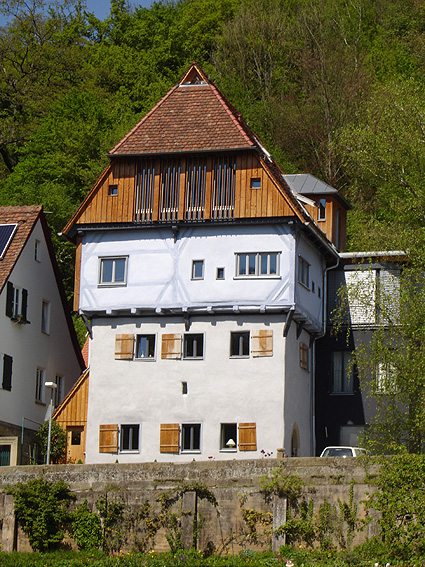
Das „Hohes Haus“ Unterlimpurger Straße 81

Das Haus Unterlimpurger Straße 81 in Schwäbisch Hall (auch bekannt als „Hohes Haus“) ist ein spätmittelalterliches Wohnhaus, dessen Errichtung dendrochronologisch in die letzten Jahre des 14. Jahrhunderts datiert wurde. Das Gebäude ist von der lokalen Kunstgeschichtsschreibung bereits früh als „gotisches Steinhaus“. erkannt worden.

## Lage
Das Haus befindet sich in der Unterlimpurger Vorstadt etwa einen Kilometer südöstlich des Stadtkerns von Schwäbisch Hall am östlichen Ufer des Kocher, von dem es durch die Unterlimpurger Straße getrennt ist.

## Beschreibung
Bei dem Gebäude handelt es sich um ein dreigeschossiges, wohnturmartiges Anwesen. Die beiden unteren Stockwerke bestehen aus verputztem Natursteinmauerwerk, während das vorkragende zweite Obergeschoss als Fachwerkkonstruktion ausgeführt wurde. Das Haus wird von einem mit Biberschwanzziegeln gedeckten Halbwalmdach mit unter dem First befindlichem Eulenloch abgeschlossen. Auf der Südostseite befindet sich ein dreigeschossiger, dunkel verputzter Anbau, dessen zweites Obergeschoss mit großen Glasflächen geöffnet ist. Auf der Nordostseite ist dem Erdgeschoss ein niedriger hölzerner Anbau mit Pultdach vorgesetzt.
Das Erdgeschoss weist an der Südwestseite drei einfache hochrechteckige Fensteröffnungen auf, während sich eine gotische Spitzbogenpforte als Zugang an der Südostseite befindet. Im ersten Obergeschoss befinden sich auf der Südwest- und Südostseite ebenfalls annähernd gleich große, einfache Rechteckfenster. Das zweite Obergeschoss aus Fachwerk besitzt an der Südecke nach Westen und Osten jeweils ein querrechteckiges größeres Fenster. Auf der Südwestseite befindet sich eine ungefähr quadratische Fensteröffnung; weiterhin gibt es in den Fassaden des zweiten Obergeschosses noch jeweils zwei kleinere Öffnungen unterschiedlicher Größe auf der Südwest- und Südostseite. Das Dachgeschoss ist auf der Giebelseite verbrettert, wobei mittig modern interpretierte Öffnungen angeordnet sind, die seitlich von zwei kleinen Fenstern symmetrisch flankiert werden.
Im Inneren hat sich im Fachwerkgeschoss noch eine bauzeitliche Bohlenstube mit gewölbter Holzdecke erhalten.

## Geschichte
Die Errichtung des Hauses wird von der modernen Bauforschung in das ausgehende 14. Jahrhundert datiert. Die Hölzer der beiden steinernen Untergeschosse weisen das Fälljahr 1395, die des Fachwerkobergeschosses das Fälljahr 1396 auf. Die ursprüngliche Funktion des im Mittelalter auf dem Gebiet der Schenken von Limpurg befindlichen Gebäudes ist nicht bekannt. Spätestens ab dem 17. Jahrhundert diente das Haus als einfaches Wohngebäude mit jeweils einer Wohnung auf jeder Etage. Nach seiner denkmalgerechten Restaurierung erhielt das Gebäude 2005 den Denkmalschutzpreis Baden-Württemberg.